# 後藤隆幸
後藤隆幸（日语：／ Gotō Takayuki，1960年8月7日—），日本男性動畫師、人物設計師。Production I.G所屬。出身於秋田縣。
秋田縣立能代工業高等學校、國際動畫研究所畢業。

## 來歷、人物
後藤隆幸在觀看了1979年的電影動畫《銀河鐵道999》之後，決定從事動畫行業。高中畢業後，他成為了上班族，但後來搬到了東京，並進入國際動畫研究所。他立志成為動畫背景藝術家，但由於學校培養的是動畫師，所以他畢業後加入了龍製作公司（ドラゴンプロダクション）並成為動畫師。在作畫工作室TAMA PRODUCTION工作後，他參與了東映動畫和龍之子製作公司（以下簡稱龍之子）的作品。特別是在1986年，除了繪製電視動畫《褞袍超人》的開頭和結尾外，他還設計了客串角色最高優鬼。這是以女演員兼歌手齊藤由貴為原型，後藤當時是她的粉絲。他以筆名「後藤隆由貴」在動畫雜誌《Animage》上連載了4格漫畫，這讓後藤聲名大噪。
1988年，他受委託為電視動畫《赤光彈茲里安》負責人物設定，成為後藤的突破性作品。《赤光彈茲里安》結束後，他與龍之子製作分室的石川光久共同創立了有限公司I.G龍之子（現Production I.G.），後藤加入管理層並擔任董事。石川參與了龍之子的一系列作品，包括《昭和笨蛋小說搞笑第1名！》、《褞袍超人》、《光之傳說》、《赤光彈茲里安》，他們都在後藤領導的鐘夢工作室租了房間（下述）。後藤負責管理第1工作室，作為作畫部門的負責人，他在招募和培訓動畫師方面也發揮了重要作用。
其畫風帶著圓潤的線條，他說這是因為他只畫線條圓潤的人物，像是《Gu-Gu甘莫》、《俏皮小百寶》、《Pure島的朋友們》。
押井守評論道「他的設計結構清晰，繪圖紮實。它們具有一定程度的模糊性，因此很有趣也很有成就感，因為你可以隨心所欲地改變它們」。
從第四章開始觀看的第2週起（第七章的第1週和第2週），向觀看《宇宙戰艦大和號2199》的觀眾分發的「森雪精選明信片」收錄了以及的圖像。
2020年，隨著Production I.G的人事變動，他辭去了董事職務，並退出了管理層。截至2022年，他仍以動畫師的身份繼續在該公司工作。

## 鐘夢工作室
鐘夢工作室是由後藤隆幸領導的動畫製作團體，它存在於1987年2月1日至12月15日。「鐘夢」這個名字源自於齊藤由貴的一張專輯的標題，後藤是這位歌手的粉絲。
他們在龍之子的製作分室租了一個工作室，該分室由石川光久創立，石川光久後來與後藤一起創立了Production I.G。除了後藤隆幸之外，曾在龍之子工作過的後藤的工作夥伴們，例如動畫師數井浩子、四谷光宏、尾關和彥、華房泰堂、武田一也、谷澤泰史，以及演出家小林哲也，都以自由工作者的身份聚集在一起。除了參與龍之子的電視動畫《赤光彈茲里安》的製作外，成員們還自由參與了各製作公司的電視動畫，例如Studio Pierrot的《橙路》、SHIN-EI動畫的《超能力魔美》、Studio DEEN的《相聚一刻》以及Group Tac的《鄰家女孩》和《陽光普照》。
隨著《赤光彈茲里安》的結束和龍之子製作分室的關閉，他與石川一起成立了IG龍之子，該公司成為Production I.G的前身。這導致了鐘夢工作室的解散。

## 參加作品

### 電視動畫
1981年
- 靈犬雪麗[b]

1983年
- Gu-Gu甘莫（日语：Gu-Guガンモ）（作畫監督、原畫）

1986年
- 昭和笨蛋小說搞笑第1名！（日语：昭和アホ草紙あかぬけ一番!）（作畫監督）
- 光之傳說（作畫監督、原畫）
- 褞袍超人（配角設定、作畫監督）[c]

1987年
- 橙路（作畫監督、ED動畫[d]）
- 赤光彈茲里安（日语：赤い光弾ジリオン）（人物設定、作畫監督）
- 超能力魔美（作畫監督）

1991年
- （人物設定、作畫監督）

1996年
- 天才寶貝（人物設定、作畫監督）

1998年
- 波波羅古洛伊斯物語（—1999年，人物設定、作畫監督）

1999年
- HUNTER×HUNTER (1999年版)（人物設定、作畫監督）

2001年
- PaRappa the Rapper（日语：パラッパラッパー）（—2002年，人物設定、作畫監督）

2002年
- 攻殼機動隊 STAND ALONE COMPLEX（作畫監督）

2004年
- 攻殼機動隊 S.A.C. 2nd GIG（人物設定、作畫監督）
- 御伽草子（原畫）

2006年
- 攻殼機動隊 S.A.C. Solid State Society（人物設定、作畫監督）

2007年
- 精靈守護者（作畫監督）

2009年
- 獸之奏者 艾琳（人物設定[4]）

2011年
- 血戰-C（總作畫監督）

2012年
- 黑子的籃球（總作畫監督、作畫監督）

2013年
- 黑子的籃球 (第2期)（總作畫監督、作畫監督、作畫監督補佐、原畫）
- 宇宙戰艦大和號2199（總作畫監督）

2017年
- 咕嚕咕嚕魔法陣 (2017年版)（OP原畫）

2018年
- 銀河英雄傳說 Die Neue These 邂逅（總作畫監督、作畫監督）

### 電影動畫
1988年
- 相聚一刻 完結篇（原畫）

1989年
- 機動警察Patlabor the Movie（日语：機動警察パトレイバー the Movie）（原畫）

1996年
- 新橙路：接著，那個夏天的開始（人物設定）

1997年
- 新世紀福音戰士劇場版：Air/真心為你（原畫）

1999年
- 秋葉原電腦組：2011年的暑假（作畫監督補佐）

2005年
- 劇場版xxxHOLiC：仲夏夜之夢（原畫）

2008年
- 空中殺手 The Sky Crawlers（原畫）

2009年
- 巧克力地下社會（日语：チョコレート・アンダーグラウンド）（人物設定、總作畫監督）
- 東之伊甸 劇場版I The King of Eden（作畫監督）

2010年
- 東之伊甸 劇場版II Paradise Lost（作畫監督、原畫）

2023年
- 劇場版 SPY×FAMILY CODE：White（作畫監督、原畫）

### OVA
1989年
- 敵人是海賊 ～貓咪們的饗宴～（日语：敵は海賊〜猫たちの饗宴〜）（人物設定、作畫監督）

1990年
- NINETEEN 19（日语：NINETEEN 19）（原畫）
- 幸福的形式（日语：しあわせのかたち）（人物設定、作畫監督、原畫）

1991年
- 乙姬CONNECTION（日语：乙姫CONNECTION）（導演、人物設定、作畫監督）[e]

1992年
- 電影少女 -VIDEO GIRL AI-（人物設定、作畫監督）
- 聖飢魔 ～充滿人類愛的社會～（日语：HUMANE SOCIETY 〜人類愛に満ちた社会〜）（特別感謝）

1993年
- 流星機學生霸（日语：流星機ガクセイバー）（原畫）
- Fantasia（日语：ふぁんたじあ）（原畫）
- 地球守護靈（人物設定、總作畫監督、作畫監督）

1994年
- B.B.FISH（日语：B.B.フィッシュ）（人物設定、總作畫監督）

1998年
- 半知半解的問題 時間終結點 REFLECTION（原畫）※後藤隆由貴名義。

2002年
- HUNTER×HUNTER ORIGINAL VIDEO ANIMATION（人物設定）

### 遊戲
1997年
- Granstream傳記（人物設定）

2002年
- （人物設定、創造物設計總監修）

## 腳註